# Speak Like a Child
Speak Like a Child från 1968 är ett musikalbum av jazzpianisten Herbie Hancock.

## Låtlista
Musiken är komponerad av Herbie Hancock om inget annat anges.
1. Riot – 4:39
2. Speak Like a Child – 7:48
3. First Trip (Ron Carter) – 5:59
4. Toys – 5:51
5. Goodbye to Childhood – 7:07
6. The Sorcerer – 5:34

## Medverkande
- Herbie Hancock – piano
- Thad Jones – flygelhorn (spår 1, 2, 4–6)
- Peter Phillips – bastrombon (spår 1, 2, 4–6)
- Jerry Dodgion – altflöjt (spår 1, 2, 4–6)
- Ron Carter – bas
- Mickey Roker – trummor